# Menemerus plenus
Menemerus plenus är en spindelart som beskrevs av Wesolowska, van Harten 1994. Menemerus plenus ingår i släktet Menemerus och familjen hoppspindlar. Inga underarter finns listade i Catalogue of Life.